# Caridae
Famille
Les Caridae sont une famille d'insectes de l'ordre des coléoptères .

## Liste des sous-familles et genres
Selon NCBI (30 août 2014) :
- genre Caenominurus
  - Caenominurus topali
- genre Car
  - Car condensatus
  - Car pini

Selon Paleobiology Database (30 août 2014) :
- genre Albicar
- sous-famille Carinae